# Liechtenstein i olympiska vinterspelen 2014
Liechtenstein deltog i de olympiska vinterspelen 2014 med en trupp bestående av tre deltagare, vilka deltog i fem tävlingar i två sporter. Ingen av landets deltagare erövrade någon medalj.